# Innfødte skrik: Norsk svartmetall
Innfødte skrik: Norsk svartmetall er en bog skrevet af Håvard Rem og handler om black metals historie, med fokus på det norsk miljø.